# Sofane
Sofane, figlio di Eutichide del demo di Decelea (in greco antico: Σωφάνης?, Sophánes; VI secolo a.C. – Anfipoli, 465 a.C.), è stato un militare ateniese.

## Biografia
Sofane è menzionato per la prima volta in occasione della guerra di Atene contro Egina (491 a.C.), quando uccise in un duello Euribate, il comandante del contingente argivo accorso in aiuto degli Egineti, il quale grazie alla sua abilità aveva già ucciso a duello tre Ateniesi.
Quando nel 490 a.C. Milziade chiese una corona di ulivo per la sua vittoria a Maratona, Sofane gli rispose: "Quando avrai vinto i barbari, o Milziade, combattendo da solo, allora chiedi anche di essere onorato tu solo".
Nel 479 a.C. Sofane si distinse per valore tra tutti gli Ateniesi nella battaglia di Platea. Erodoto riferisce che Sofane, che portava un'ancora di ferro legata alla corazza con una catenella di bronzo, la piantava a terra ogniqualvolta veniva a contatto coi nemici, in modo da non farsi smuovere dall'impeto dei nemici, e la tirava su quando, essendosi loro dati alla fuga, lui si metteva ad inseguirli; secondo un'altra versione, invece, l'ancora non era appesa alla corazza ma semplicemente dipinta sul suo scudo.
Nel 465 a.C. Sofane prese parte ad una spedizione in Tracia guidata da Leagro e, nel tentativo di conquistare le miniere d'oro della regione, cadde combattendo valorosamente presso Dato contro gli Edoni.